# Terra Indígena Santana
La Terra Indígena Santana (Iemârire) es troba aproximadament a 140 km del municipi de Nobres-MT, a la regiço central de l'Estat de Mato Grosso.

## Història
Els bakairís do Rio Novo, com registra l'etnògraf Karl von den Steinen el 1884, ja eren presents a la regió on es troba actualment la terra indígena Santana. Aquest grup bakairí, en temps immemorials, es va dispersar dels altres bakairís cap a la capçalera del riu Arinos. El mateix grup va ser el primer que es va posar en contacte amb persones no indígenes, en conseqüència el primer a patir les conseqüències de la colonització. A propòsit d’això, Steinen informa d’evidències d’impactes socioculturals en la forma de vida dels bakairís de Rio Novo, als anys de 1884: “La gent petita portava una vida idíl·lica. S'ocupaven del bestiar i de les collites, anaven a caçar, plantaven mandioca, mongetes, blat de moro, arròs, una mica de tabac i sucre. Eren civilitzats, malgrat les orelles perforades i l'envà nasal (...) Tothom entenia, almenys, una mica de portuguès”.
El primer líder destacat entre els bakairí va ser conegut com a capità Reginaldo I'elu, sobre qui tenim la informació següent "... sempre va mostrar interès en les notes de l'expedicionari alemany, va afegir que tenia l'admirable qualitat d'una aprehensió, d'expressar clarament en portuguès, tot i que grollerament". Sobre el capità Reginaldo se sap que va ser el principal responsable de la primera demarcació de l'àrea indígena Bakairí, que es va produir el 1905, mitjançant la Llei núm. 362 de 24 d'abril de 1905 a iniciativa del govern de l'Estat.
La creació del Lloc Indígena Santana, el 1965, va ser una demanda dels bakairís de Rio Novo, com a forma d’assegurar part del territori tradicional, a través del Serviço de Proteção ao Índio, ja que estava sent envaït pels agricultors. Així, quatre bakairís (inclosos Palmiro Barata, Manoel Murito, Egideo Sapâe i Baselino Maiura) van caminar a peu fins a Cuiabá, on es trobava la 6a Inspecció Regional del’ PI, per presentar les seves necessitats.
João Viegas Muniz va ser el primer cap del Lloc Indígena Santana, el 1965.
Així, el poble Kurâ Bakairi de Rio Novo va ser testimoni dels canvis dels darrers tres segles. El poble Santana és el poble mare dels altres pobles que existeixen actualment al territori de la terra indígena Santana, que són Aldeia Nova Canaã i Aldeia Quilombo (Igu Iâ'o).